# Henry Oehler
Henry P. Oehler (* 22. März 1916 in New York City; † 9. Februar 1991 in Tucson, Arizona) war ein US-amerikanischer Handballtorwart.

## Leben und Karriere
Oehler gehörte auf Vereinsebene dem German Sport Club aus Brooklyn an. Mit der US-amerikanischen Nationalmannschaft nahm er am olympischen Feldhandballturnier 1936 teil und wurde in allen drei Spielen gegen Ungarn (2:7), Deutschland (1:29) und Rumänien (3:10) eingesetzt.
Sein älterer Bruder Otto Oehler (1913–1941) war ebenfalls Teil der olympischen Handballmannschaft 1936. Hauptberuflich arbeitete er als Versandangestellter, während des Zweiten Weltkriegs diente Oehler als Warrant Officer.